# 坂戶藩
坂戶藩（日语：／ Sakato-han */?）是日本越後國魚沼郡坂戶的藩，慶長3年（1598年）創藩，慶長15年（1610年）廢藩，石高在高峰期達50,000石，藩廳是坂戶城。

## 歷史
慶長3年（1598年），堀秀治入主越後國，其家老堀直政獲賜三條50,000石，直政次子原為豐臣秀吉小姓的堀直寄分別獲秀治和秀吉下賜10,000石，以20,000石創立坂戶藩。慶長5年（1600年），上杉遺民一揆爆發，由小倉主膳正把守的下倉城遭到一揆眾8,000人攻擊，直寄接報率兵前往支援，並且成功擊退敵人，其後又敗走來自楢山的一揆眾3,000人而建功，獲德川家康和德川秀忠頒發感狀。
慶長7年（1602年），藏王堂城城主堀親良讓位予其秀治次子堀鶴千代，並且離開藏王堂城後，直寄成為鶴千代的後見人，同時兼顧坂戶和藏王堂兩地。慶長11年（1606年），鶴千代死去，其遺領由直寄繼承，坂戶藩的石高也增至50,000石。直寄任內鑑於藏王堂城年年受到信濃川洪水的影響，因此計劃轉移至上流的長岡，在當地興建長岡城，並且對新潟濱町實施町割。
慶長13年（1608年），直政死去，直寄與其兄堀直清就繼承問題發生爭執，雙方均向德川家康申訴。慶長15年（1610年），直寄雖然勝訴，不過讓堀忠俊被改易，直寄自己也被減封至信濃飯山藩40,000石。《恩榮錄》稱直寄原本是忠俊的家來，《德川實紀》則指直寄在慶長15年春天成為御家人，獲賜信濃國飯山城40,000石，因此這兩項文獻均視直寄轉封至飯山藩才成為大名。然而，也有說法認為直寄在上杉遺民一揆後直接出仕於家康的機會增多，實際上當時已為大名。

## 註解
1. ↑  坂戶現為新潟縣南魚沼市坂戶[1]。
2. ↑  下倉城現位於新潟縣魚沼市下倉（日语：城下村 (新潟県)）[1]。
3. ↑  楢山現為新潟縣三條市楢山（日语：笹岡村 (新潟県南蒲原郡)）[1]。